# شاهر الشاكر
لاعب كرة قدم سوري من مواليد حلب نشأ في نادي الحرية ولعب له في كافة الفئات العمرية يلعب حاليا بمركز حراسة المرمى في نادي حطين السوري.